# Руффре-Мендола
Руффре-Мендола (італ. Ruffré-Mendola) — муніципалітет в Італії, у регіоні Трентіно-Альто-Адідже,  провінція Тренто.
Руффре-Мендола розташоване на відстані близько 520 км на північ від Рима, 40 км на північ від Тренто.
Населення — 419 осіб (2014).

## Демографія
Населення за роками:

Станом на 1 січня 2023 року в муніципалітеті офіційно проживав 21 іноземець з 8 країн, серед них 14 громадян країн Євросоюзу та 1 громадянин України.

## Сусідні муніципалітети
- Кальдаро-сулла-Страда-дель-Віно
- Каварено
- Сарноніко